# Liste der Straßen und Brücken in Hamburg-Ohlsdorf

Lage von Hamburg-Ohlsdorf in Hamburg und im Bezirk Hamburg-Nord (hellrot)

Die Liste der Straßen und Brücken in Hamburg-Ohlsdorf ist eine Übersicht der im Hamburger Stadtteil Ohlsdorf vorhandenen Straßen und Brücken. Sie ist Teil der Liste der Verkehrsflächen in Hamburg.

## Überblick
In Ohlsdorf (Ortsteilnummer 430) leben 17693 Einwohner (Stand: 31. Dezember 2023) auf 7,2 km². Ohlsdorf liegt in den Postleitzahlenbereichen 22335, 22337 und 22391.
In Ohlsdorf gibt es 90 benannte Verkehrsflächen, darunter acht Brücken.

## Übersicht der Straßen
Die nachfolgende Tabelle gibt eine Übersicht über alle benannten Verkehrsflächen – Straßen, Plätze und Brücken – im Stadtteil sowie einige dazugehörige Informationen. Im Einzelnen sind dies:
- Name/Lage: aktuelle Bezeichnung der Straße, des Platzes oder der Brücke. Über den Link (Lage) kann die Straße, der Platz oder die Brücke auf verschiedenen Kartendiensten angezeigt werden. Die Geoposition gibt dabei ungefähr die Mitte an. Bei längeren Straßen, die durch zwei oder mehr Stadtteile führen, kann es daher sein, dass die Koordinate in einem anderen Stadtteil liegt.
- Straßenschlüssel: amtlicher Straßenschlüssel, bestehend aus einem Buchstaben (Anfangsbuchstabe der Straße, des Platzes oder der Brücke) und einer dreistelligen Nummer.
- Länge/Maße in Metern:
Hinweis: Die in der Übersicht enthaltenen Längenangaben sind nach mathematischen Regeln auf- oder abgerundete Übersichtswerte, die im Digitalen Atlas Nord[1] mit dem dortigen Maßstab ermittelt wurden. Sie dienen eher Vergleichszwecken und werden, sofern amtliche Werte bekannt sind, ausgetauscht und gesondert gekennzeichnet.
Bei Plätzen sind die Maße in der Form a × b bei rechteckigen Anlagen oder a × b × c bei dreiecksförmigen Anlagen mit a als längster Kante dargestellt.
Der Zusatz (im Stadtteil) gibt an, wie lang die Straße innerhalb des Stadtteils ist, sofern sie durch mehrere Stadtteile verläuft.
- Namensherkunft: Ursprung oder Bezug des Namens.
- Datum der Benennung: Jahr der offiziellen Benennung oder der Ersterwähnung eines Namens, bei Unsicherheiten auch die Angabe eines Zeitraums.
- Anmerkungen: Weitere Informationen bezüglich anliegender Institutionen, der Geschichte der Straße, historischer Bezeichnungen, Baudenkmale usw.
- Bild: Foto der Straße oder eines anliegenden Objektes.

| Name/Lage                          | Straßen- schlüssel | Länge/Maße (in Metern) | Namensherkunft | Datum der Benennung | Anmerkungen | Bild                                                                                        |
| ---------------------------------- | ------------------ | ---------------------- | --- | ------------------- | --- | ------------------------------------------------------------------------------------------- |
| Ahornkamp (Lage)                   | A048               | 0380                   | nach der ursprünglichen Bepflanzung                                                                                              | 1911                | | Ahornkamp                                                                                   |
| Alsterdorfer Straße (Lage)         | A101               | 0235 (im Stadtteil)    | Hamburger Stadtteil Alsterdorf                                                                                                   | 1863                | nördliche Straßenhälfte zwischen Rathenaustraße und S-/U-Bahn-Brücke und im weiteren östlichen Verlauf bis Fuhlsbüttler Straße komplett in Ohlsdorf, westlich der Rathenaustraße zunächst in Alsterdorf, später in Winterhude | Alsterdorfer Straße                                                                         |
| Alsterkrugchaussee (Lage)          | A111               | 0040 (im Stadtteil)    | im Volksmund entstandener Name                                                                                                   | 1830                | lt. Straßenverzeichnis nur in Alsterdorf, Fuhlsbüttel und Groß Borstel, lt. Grundkarte befindet sich ein kurzer Teil auf der Kreuzung Alsterkrugchaussee/Zeppelinstraße/Röntgenstraße/Flughafenstraße auf Ohlsdorfer Gebiet   | Kreuzung Alsterkrugchaussee, Sengelmann- und Zeppelinstraße                                 |
| Alsterparkbrücke (Lage)            | –                  | 0015                   | nach Funktion und Lage | 1956                | überquert nördlich des Mühlenteichs im Zuge des Alsterwanderwegs als Fußgängerbrücke die Alster; westliche Brückenhälfte in Fuhlsbüttel                                                                                       | Alsterparkbrücke                                                                            |
| Am Anzuchtgarten (Lage)            | A713               | 0200                   | nach der dort befindlichen Anzuchtgärtnerei des Ohlsdorfer Friedhofs                                                             | 2007                | | Am Anzuchtgarten                                                                            |
| Am Hasenberge (Lage)               | A242               | 0780                   | nach einer Flurbezeichnung | 1899                | | Am Hasenberge                                                                               |
| Am Stein (Lage)                    | A339               | 0165                   | frei gewählter Name | 1937                | | Am Stein                                                                                    |
| Am Weißenberge (Lage)              | A362               | 0290                   | nach dem Weißenberg, einem Grabhügel aus der Bronzezeit, auch als Lustberg oder Tatenberg bezeichnet                             | 1899                | | Am Weißenberge                                                                              |
| Auf dem Kamp (Lage)                | A500               | 0210                   | nach einer Flurbezeichnung | 1928                | | Auf dem Kamp                                                                                |
| Ballerstaedtweg (Lage)             | B039               | 0165                   | Richard Ballerstädt (1873–1953), SPD-Politiker und Mitglied der Hamburgischen Bürgerschaft                                       | 1956                | | Ballerstaedtweg                                                                             |
| Beisserstraße (Lage)               | B227               | 0405                   | Georg Michael Beisser (1856 – 1926), Schlachtermeister und Vorbesitzer des Geländes                                              | 1949                | | Beisserstraße                                                                               |
| Birnweg (Lage)                     | B372               | 0115                   | frei gewählter Name in Anlehnung an den Birnbaum                                                                                 | 1928                | | Birnweg                                                                                     |
| Böckelweg (Lage)                   | B431               | 0370                   | Johannes Böckel (1535–1605), Stadtphysikus                                                                                       | 1952                | | Böckelweg                                                                                   |
| Bookholtstwiete (Lage)             | B471               | 0125                   | nach der seit ca. Mitte des 16. Jahrhunderts im Ortsteil Klein Borstel ansässigen Hufnerfamilie Bockholt                         | 1949                | | Bookholtstwiete                                                                             |
| Borstels Ende (Lage)               | B509               | 0330 (im Stadtteil)    | nach der Lage als Teil der Grenze zum benachbarten Wellingsbüttel                                                                | 1928                | südlich des Sodenkamps in Ohlsdorf, nördlich liegen westliche Grundstücke teilweise im Stadtteil, sonst in Wellingsbüttel, wie auch die komplette Straßenfläche                                                               | Borstels Ende                                                                               |
| Buekweg (Lage)                     | B676               | 0195                   | Gustav Buek (1820–1874), Arzt und Physikus                                                                                       | 1952                | | Buekweg                                                                                     |
| Büringstwiete (Lage)               | B687               | 0060                   | Henning Büring (1435–1499), Hamburger Bürgermeister, und dessen Ehefrau Anna Büring (1455–1537), Stiftungsgründerin              | 1929                | zusätzliche Widmung seit 2017 | Büringstwiete                                                                               |
| Carpserweg (Lage)                  | C009               | 0240                   | Peter Carpser (1699–1759), Hamburger Wundarzt                                                                                    | 1952                | | Carpserweg                                                                                  |
| Cornelius-Fredericks-Stieg (Lage)  | C                  | 0100                   | Cornelius Fredericks (1864–1907), Widerstandskämpfer gegen den Kolonialismus im heutigen Namibia                                 | 2024                | vormals (seit 1948) Woermannstieg; die Umbenennung erfolgte nach Empfehlungen der „Fachstrategie zum Umgang mit kolonialen Straßennamen in Hamburg“                                                                           | Woermannstieg                                                                               |
| De Utspann (Lage)                  | D286               | 0125                   | nach einem ehemals in der Nähe gelegenen Kutschhof                                                                               | 2011                | niederdeutsch Utspann = Ausspann | De Utspann                                                                                  |
| Drachenstieg (Lage)                | D173               | 0175                   | Georg, der Drachentöter (3. Jahrhundert – ca. 303)                                                                               | 1928                | Georg war Schutzpatron des ehemaligen St. Georg-Hospitals, das lange Zeit in Verbindung mit dem Ortsteil Klein Borstel stand.                                                                                                 | Drachenstieg                                                                                |
| Eichenlohweg (Lage)                | E062               | 1320                   | nach einem Flurnamen (sumpfiger Eichenwald)                                                                                      | 1950                | östliche Straßenhälfte in Steilshoop | Eichenlohweg                                                                                |
| Elisabeth-Seifahrt-Weg (Lage)      | E346               | 0070                   | Elisabeth Seifahrt (1860 – 1933), DDP-Politikerin und Abgeordnete der Hamburgischen Bürgerschaft                                 | 2007                | | Elisabeth-Seifahrt-Weg                                                                      |
| Erna-Stahl-Ring (Lage)             | E345               | 0495                   | Erna Stahl (1900–1980), Reformpädagogin                                                                                          | 2007                | | Erna-Stahl-Ring                                                                             |
| Feuerbergstraße (Lage)             | F100               | 0335 (im Stadtteil)    | nach einer Flurbezeichnung | 1900                | westlich der Feuerbergstraßenbrücke in Alsterdorf | Feuerbergstraße                                                                             |
| Feuerbergstraßenbrücke (Lage)      | –                  | 0035 (im Stadtteil)    | in Anlehnung an die Feuerbergstraße                                                                                              | 1960                | überquert im Zuge der Feuerbergstraße die Gleise der S-Bahn; westlicher Teil jenseits der Gleise in Alsterdorf | Feuerbergstraßenbrücke                                                                      |
| Friedhofsweg (Lage)                | F228               | 0370                   | nach Lage und Funktion als Zufahrtsstraße zum Friedhof Ohlsdorf                                                                  | 1928                | | Friedhofsweg                                                                                |
| Fuhlsbütteler Damm (Lage)          | F276               | 0430                   | Hamburger Stadtteil Fuhlsbüttel                                                                                                  | 1898                | nordwestliche Straßenhälfte in Fuhlsbüttel | Fuhlsbütteler Damm                                                                          |
| Fuhlsbüttler Straße (Lage)         | F279               | 2000 (im Stadtteil)    | Hamburger Stadtteil Fuhlsbüttel                                                                                                  | 1862/1929           | Die im Volksmund „Fuhle“ genannte Straße weist die höchste Hausnummer in Hamburg auf (792); südlich der Kreuzung Hebebrand-/Nordheimstraße in Barmbek-Nord                                                                    | Fuhlsbüttler Straße                                                                         |
| Gertrud-Meyer-Straße (Lage)        | G504               | 0215                   | Gertrud Meyer (1898–1975) Autorin und Widerstandskämpferin gegen den Nationalsozialismus                                         | 2014                | | Gertrud-Meyer-Straße                                                                        |
| Große Horst (Lage)                 | G268               | 0630                   | nach einer Flurbezeichnung | 1925                | | Große Horst                                                                                 |
| Grüner Winkel (Lage)               | G315               | 0095                   | nach der idyllischen Lage in Alsternähe                                                                                          | 1950                | | Grüner Winkel                                                                               |
| Gundlachs Twiete (Lage)            | G338               | 0160                   | nach den Vorbesitzern des Geländes, der Familie Gundlach                                                                         | 1949                | Fußweg; östliche Straßenhälfte in Wellingsbüttel | Gundlachs Twiete                                                                            |
| Hasenbergbrücke (Lage)             | –                  | 0045                   | in Anlehnung an die Straße Am Hasenberge                                                                                         | 1922                | überquert im Zuge der Straße Am Hasenberge die Alster | Hasenbergbrücke                                                                             |
| Hebebrandbrücke (Lage)             | H730               | 0025 (im Stadtteil)    | in Anlehnung an die Hebebrandstraße                                                                                              | 1974                | östlich der Brückenmitte in Ohlsdorf, westlich zunächst kurz auf Alsterdorfer Gebiet, im weiteren Verlauf in Winterhude, äußerster südlicher Brückenteil in Barmbek-Nord                                                      | Hebebrandbrücke                                                                             |
| Hebebrandstraße (Lage)             | H703               | 0420 (im Stadtteil)    | Werner Hebebrand (1899–1966), Architekt und Stadtplaner, Oberbaudirektor in Hamburg (1952–1964)                                  | 1969                | zwischen Fuhlsbüttler Straße und Hebebrandbrücke in Ohlsdorf, äußerster südlicher Teil in Barmbek-Nord, westlich der Hebebrandbrücke in Winterhude                                                                            | Hebebrandstraße (Ohlsdorf)                                                                  |
| Ilandkoppel (Lage)                 | I008               | 0480                   | nach einer Flurbezeichnung | 1948                | | Ilandkoppel                                                                                 |
| Illiesbrücke (Lage)                | –                  | 0015                   | Arthur Illies (1870–1952), Maler und Grafiker                                                                                    | 1956                | Der Illiesweg in Steilshoop hat denselben Namensgeber. | Illiesbrücke                                                                                |
| Im Grünen Grunde (Lage)            | I034               | 0515                   | nach einer Flurbezeichnung in Anlehnung an die Niederungen der Alster, die in unmittelbarer Nähe fließt                          | 1908                | | Im Grünen Grunde                                                                            |
| Jette-Müller-Weg (Lage)            | J147               | 0050                   | Henriette Johanne Marie Müller (1841–1916), Hamburger Original ("Zitronenjette")                                                 | 2007                | | Jette-Müller-Weg                                                                            |
| Johanne-Reitze-Weg (Lage)          | J148               | 0070                   | Johanne Reitze (1878–1949), SPD-Politikerin                                                                                      | 2007                | | Johanne-Reitze-Weg                                                                          |
| Justus-Strandes-Weg (Lage)         | J109               | 0375                   | Justus Strandes (1859–1930), Kaufmann und Hamburger Senator                                                                      | 1938                | vor 1938 Réesweg | Justus-Strandes-Weg                                                                         |
| Kerbelweg (Lage)                   | K136               | 0500                   | nach der Gewürzpflanze | 1949                | | Kerbelweg                                                                                   |
| Kleine Horst (Lage)                | K233               | 0810                   | nach einer Flurbezeichnung | 1950                | Die Straße ist weder bei Hanke noch bei Beckershaus aufgeführt. Hingegen in: Manfred Thiele: Klein Borstel. Ein Dorf in Hamburg!, ISBN 3-921174-15-5                                                                          | Kleine Horst                                                                                |
| Kohlgarten (Lage)                  | K337               | 0165                   | nach dem gleichnamigen Begriff für einen privaten Hausgarten im Mittelalter                                                      | 1928                | | Kohlgarten                                                                                  |
| Kornweg (Lage)                     | K384               | 0230                   | frei gewählter Name in Anlehnung an die dortigen Kornfelder                                                                      | 1903                | Namensgeber für die Haltestelle der S-Bahn-Linie 1 | Kornweg                                                                                     |
| Kühnbrücke (Lage)                  | –                  | 0020                   | Erich Kühn (1887–1953), Schriftsteller, Journalist und Politiker                                                                 | 1956                | überquert als Fußgängerbrücke am östlichen Ende des Teetzparks die Alster | Kühnbrücke                                                                                  |
| Langenbeckshöh (Lage)              | L035               | 0520                   | Hermann Langenbeck (1452–1517), Jurist und Hamburger Bürgermeister                                                               | 1929                | | Langenbeckshöh                                                                              |
| Louisa-Kamana-Weg (Lage)           | L                  | 0370                   | Louisa Kamana (≈1878–1903), Opfer kolonialistischer Gewaltherrschaft im heutigen Namibia                                         | 2024                | vormals (seit 1922) Woermannsweg; die Umbenennung erfolgte nach Empfehlungen der „Fachstrategie zum Umgang mit kolonialen Straßennamen in Hamburg“                                                                            | Woermannsweg                                                                                |
| Maienweg (Lage)                    | M017               | 1380 (im Stadtteil)    | nach einer gekürzten Form für den Maikirschbaum                                                                                  | 1898/1949           | von 1933 bis 1949 Ralph-Baberadt-Straße; südwestlich der Sengelmannstraße in Alsterdorf | Maienweg                                                                                    |
| Margaretha-Treuge-Weg (Lage)       | M448               | 0085                   | Margarete Treuge (1876–1962), Pädagogin und Frauenrechtlerin                                                                     | 2007                | | Margaretha-Treuge-Weg                                                                       |
| Meister-Bertram-Straße (Lage)      | M126               | 0260                   | Meister Bertram (um 1340–1414/15), in Hamburg tätiger Maler der Gotik                                                            | 1929                | südliche Straßenhälfte in Barmbek-Nord | Meister-Bertram-Straße, Blick in Richtung Fuhlsbüttler Straße                               |
| Meister-Francke-Straße (Lage)      | M127               | 0050 (im Stadtteil)    | Meister Francke, (um 1383–um 1436), in Hamburg tätiger Mönchsmaler von Altarbildern                                              | 1929                | südlicher Teil in Barmbek-Nord; Anlieger nur dort | Meister-Francke-Straße, Blick von der Einmündung der Schmachthäger Straße in Richtung Süden |
| Nesselstraße (Lage)                | N031               | 0375                   | frei gewählt nach der gleichnamigen Pflanze                                                                                      | 1899                | | Nesselstraße                                                                                |
| Nordheimstraße (Lage)              | N164               | 0310                   | Marcus Nordheim (1812–1899), Kaufmann                                                                                            | 1958                | | Nordheimstraße                                                                              |
| Övern Barg (Lage)                  | O049               | 0160 (im Stadtteil)    | nach einer Flurbezeichnung | 1939                | niederdeutsch övern Barg = über'n Berg; lt. Straßenverzeichnis nur in Ohlsdorf, lt. Grundkarte kurzer östlicher Teil bis Borstels Ende in Wellingsbüttel                                                                      | Övern Barg                                                                                  |
| Övern Block (Lage)                 | O050               | 0155                   | nach einer Flurbezeichnung | 1939                | | Övern Block                                                                                 |
| Orionweg (Lage)                    | O116               | 0285                   | nach dem gleichnamigen Sternbild                                                                                                 | 1948                | nur westlich gelegene Grundstücke in Ohlsdorf, sonst in Wellingsbüttel, auch die gesamte Straßenfläche | Orionweg                                                                                    |
| Paula-Westendorf-Weg (Lage)        | P263               | 0085                   | Paula Westendorf (1893–1980), SPD-Politikerin                                                                                    | 2007                | | Paula-Westendorf-Weg                                                                        |
| Rathenaustraße (Lage)              | R056               | 0245 (im Stadtteil)    | Walter Rathenau (1867–1922), DDP-Politiker                                                                                       | 1947                | nur nördliche Straßenhälfte ab Alsterdorfer Straße für ca. 245 Meter in Ohlsdorf, sonst in Alsterdorf | Rathenaustraße                                                                              |
| Ratsmühlendamm (Lage)              | R057               | 0510 (im Stadtteil)    | nach der Fuhlsbüttler Wassermühle, auch Ratsmühle genannt                                                                        | 1898                | östlich der Ratsmühlendammbrücke komplett in Ohlsdorf, ab Brückenmitte nur die südliche Straßenhälfte bis Kreuzung Fuhlsbütteler Damm/Hummelsbütteler Landstraße, ansonsten in Fuhlsbüttel                                    | Ratsmühlendamm                                                                              |
| Ratsmühlendammbrücke (Lage)        | –                  | 0025                   | in Anlehnung an den Ratsmühlendamm                                                                                               | 1922                | überquert im Zuge des Ratsmühlendamms die Alster; nördlicher Teil der westlichen Hälfte in Fuhlsbüttel | Ratsmühlendammbrücke                                                                        |
| Redderplatz (Lage)                 | R075               | 0155                   | nach einer Flurbezeichnung | 1903                | kein Platz im herkömmlichen Sinne, sondern eine Straße | Redderplatz                                                                                 |
| Reiterbrücke (Lage)                | –                  | 010 (im Stadtteil)     | nach seiner Funktion als Brücke für Reitsportler                                                                                 | 1956                | überquert als Fußgängerbrücke die Alster; nördlicher Teil in Fuhlsbüttel | Reiterbrücke                                                                                |
| Röntgenstraße (Lage)               | R247               | 0510                   | Wilhelm Conrad Röntgen (1845–1923), Physiker                                                                                     | 1931                | nur südliche Straßenhälfte in Ohlsdorf, nördlicher Teil in Fuhlsbüttel | Röntgenstraße                                                                               |
| Rübenhofstraße (Lage)              | R332               | 0360                   | nach einer Flurbezeichnung | 1904                | Ein Rübenhof ist eine hausnahe Koppel, auf der Rüben gepflanzt wurden. | Rübenhofstraße                                                                              |
| Rübenkamp (Lage)                   | R333               | 1135 (im Stadtteil)    | nach einer Flurbezeichnung | 1928                | südlich der Hebebrandstraße in Barmbek-Nord | Rübenkamp                                                                                   |
| Sahlenburger Straße (Lage)         | S015               | 0185                   | Sahlenburg, Stadtteil von Cuxhaven                                                                                               | 1959                | In Sahlenburg wurde das erste, aus Mitteln der Nordheim-Stiftung finanzierte Seehospital errichtet. | Sahlenburger Straße                                                                         |
| Salbeiweg (Lage)                   | S016               | 0200                   | nach der gleichnamigen Pflanze                                                                                                   | 1949                | | Salbeiweg                                                                                   |
| Schluchtweg (Lage)                 | S218               | 0190                   | nach der im Gegensatz zum umliegenden Gelände tiefen Lage der Straße                                                             | 1950                | | Schluchtweg                                                                                 |
| Schmuckshöhe (Lage)                | S241               | 0365                   | nach dem früher hier gelegenen gleichnamigen Ausflugslokal, benannt nach dem Besitzer Wilhelm Heinrich Jacob Schmuck (1815–1817) | 1955                | | Schmuckshöhe                                                                                |
| Sengelmannbrücke (Lage)            | –                  | 0020 (im Stadtteil)    | in Anlehnung an die Sengelmannstraße                                                                                             | 1922                | nur nördlicher Teil der westlichen Brückenhälfte in Ohlsdorf, sonst komplett in Alsterdorf | Sengelmannbrücke (Hamburg)                                                                  |
| Sengelmannstraße (Lage)            | S405               | 0680 (im Stadtteil)    | Heinrich Matthias Sengelmann (1821–1899), Pastor und Gründer der Alsterdorfer Anstalten                                          | 1899                | nur östliche Straßenhälfte ab Zeppelinstraße bis Sengelmannbrücke in Ohlsdorf, südlich davon in Alsterdorf, später dann in Winterhude                                                                                         | Sengelmannstraße                                                                            |
| Sodenkamp (Lage)                   | S469               | 0940 (im Stadtteil)    | nach einer Flurbezeichnung | 1925                | Eine Sode meint einen dünnen Rasen, eine Erd- oder Torfscholle; östlich von Borstels Ende in Wellingsbüttel | Sodenkamp                                                                                   |
| Sodentwiete (Lage)                 | S470               | 0255                   | in Anlehnung an die Sodentwiete                                                                                                  | 1927                | | Sodentwiete                                                                                 |
| Sommerkamp (Lage)                  | S489               | 0305                   | nach einer Flurbezeichnung | 1903                | | Sommerkamp                                                                                  |
| Steenkoppel (Lage)                 | S609               | 0355                   | nach einer Flurbezeichnung | 1929                | niederdeutsch Steen = Stein | Steenkoppel                                                                                 |
| Struckholt (Lage)                  | S749               | 0290                   | nach einer Flurbezeichnung | 1903                | niederdeutsch Struck = Strauch, Holt = Holz, Struckholt = Buschholz | Struckholt                                                                                  |
| Struckholttwiete (Lage)            | S855               | 0120                   | in Anlehnung an die Straße Struckholt                                                                                            | 1973                | | Struckholttwiete                                                                            |
| Stübeheide (Lage)                  | S758               | 1500 (im Stadtteil)    | nach einer Flurbezeichnung | 1925/1951           | Stübe leitet sich vom mittelniederdeutschen Wort Stubben (Baumstumpf) ab; lt. Straßenverzeichnis nur in Ohlsdorf, lt. Grundkarte kurzer östlicher Teil bis Borstels Ende in Wellingsbüttel                                    | Stübeheide                                                                                  |
| Stübekamp (Lage)                   | S759               | 0415                   | in Anlehnung an die Stübeheide                                                                                                   | 1935                | | Stübekamp                                                                                   |
| Stüberedder (Lage)                 | S762               | 0260                   | in Anlehnung an die Stübeheide                                                                                                   | 1954                | | Stüberedder                                                                                 |
| Suhrenkamp (Lage)                  | S806               | 0610 (im Stadtteil)    | nach einer Flurbezeichnung | 1893                | Suhre ist eine Bezeichnung für den Sauerampfer; Sitz der Justizvollzugsanstalt Fuhlsbüttel; südwestlich der Sengelmannstraße in Alsterdorf                                                                                    | Suhrenkamp (Ohlsdorf)                                                                       |
| Tornberg (Lage)                    | T141               | 0540                   | nach einem bereits 1750 verwendeten Flurnamen                                                                                    | 1925                | | Tornberg                                                                                    |
| Vor dem Berge (Lage)               | V109               | 0390                   | nach einer Flurbezeichnung | 1928                | | Vor dem Berge                                                                               |
| Wasserkamp (Lage)                  | W084               | 0035                   | nach einer Flurbezeichnung | 1903                | | Wasserkamp                                                                                  |
| Wellingsbütteler Landstraße (Lage) | W159               | 2130                   | Hamburger Stadtteil Wellingsbüttel                                                                                               | 1898                | | Wellingsbütteler Landstraße                                                                 |
| Wolkausweg (Lage)                  | W384               | 0175                   | nach einem Herrn Wolkau, dem Vorbesitzer des Geländes                                                                            | 1946                | | Wolkausweg                                                                                  |
| Zeppelinstraße (Lage)              | Z014               | 0340 (im Stadtteil)    | Ferdinand von Zeppelin (1838–1917), Entwickler des nach ihm benannten Luftschiffes                                               | 1927                | nur östliche Straßenhälfte bis Alsterkrugchaussee in Ohlsdorf, westliche Hälfte in Alsterdorf, nördlich der Alsterkrugchaussee in Fuhlsbüttel, im weiteren Verlauf in Langenhorn                                              | Zeppelinstraße                                                                              |
| Zwanckweg (Lage)                   | Z059               | 0165                   | Johann Heinrich Gottlieb Zwanck, Frauenarzt                                                                                      | 1952                | | Zwanckweg                                                                                   |

## Sonstiges
Der Wellingsbüttler Weg liegt laut Straßenverzeichnis auch in Ohlsdorf, laut Grundkarte jedoch komplett in Wellingsbüttel. Die Straße Kleine Horst wird weder bei Beckershaus noch bei Hanke erwähnt. 
Obwohl noch im Straßenverzeichnis und in der Grundkarte geführt, existiert der Binsenweg nicht mehr. Auf der ehemaligen Straßenfläche befindet sich heute der nordwestliche Zipfel der Justizvollzugsanstalt Fuhlsbüttel. Die amtliche Löschung des Straßennamens erfolgte am 15. Juni 2020.